# Plateforme PLATON
La plateforme PLATON (Plateforme de transfert des ouvrages numériques) est un projet informatique lancé en juin 2010 par la Bibliothèque nationale de France (BnF) et le  Comité national pour la promotion sociale des aveugles et amblyopes (CNPSAA), avec le soutien du ministère de la Culture et de la Communication. Cette plateforme s'inscrit dans l'une des missions de la BnF : développer l'accès de la lecture aux personnes souffrant de handicap physique ou psychique les empêchant de lire des livres traditionnels.

## Les acteurs de la plateforme
La plateforme joue un rôle d’intermédiaire entre trois acteurs : 
- Les organismes agréés par le ministère de la Culture et de la Communication, qui peuvent faire des demandes auprès d’éditeurs pour obtenir une version numérique d’un livre, afin de pouvoir ensuite l’adapter. Parmi ces organismes, on trouve l'Association Valentin Haüy (AVH), BrailleNet, le Groupement des intellectuels aveugles ou amblyopes (GIAA), l'Institut national des jeunes aveugles (INJA) ou encore Lisy.
- Les éditeurs partenaires, qui déposent sur la plateforme les fichiers numériques de leur initiative ou à la suite d'une demande des organismes.
- La BnF, qui contrôle les transferts entre les organismes et les éditeurs, et qui administre la plateforme[2].

Les éditeurs sont encouragés à déposer sur cette plateforme une version XML ou PDF des œuvres qu'ils commercialisent, pour qu'elles soient ensuite adaptées par des organismes agréés par le ministère. L’adaptation des œuvres est d’ailleurs simplifiée par la loi DADVSI du 1er août 2006 qui institue une exception de handicap : les organismes agréés peuvent produire des exemplaires accessibles sans l’accord des ayants droit et sans avoir à payer les droits d’auteurs. Les livres sont adaptés de plusieurs façons : ils sont notamment adaptés au format BRF (Braille Format) ou Daisy, afin d'être transformés en livre audio ou d'être lisible sur des plages brailles par exemple. Ils peuvent aussi être mis à disposition sur des sites réservés aux personnes malvoyantes, pour que ces personnes puissent télécharger les formats numériques afin de les lire sur des liseuses, sur lesquelles la taille du texte peut être modifiée.

## Résultats
D’année en année, la participation des éditeurs à ce projet augmente. Grâce au soutien du Syndicat national de l’édition (SNE) et de Centre national du livre (CNL), de plus en plus d’éditeurs participent à l’alimentation de la plateforme, surtout à la période des rentrées littéraires.
En septembre 2013, environ 200 romans de la rentrée littéraire ont été déposés sur la plateforme par 23 éditeurs, dans le but d’être adapté en format Daisy. En 2014, 49 maisons d’éditions ont participé à la deuxième « Rentrée littéraire accessible » organisée par le SNE et ont proposé 233 ouvrages en format accessible. Pour la rentrée littéraire de 2015, c’est 330 romans qui ont été adaptés, venant de 72 maisons d’éditions différentes.
Fin 2022, la base Platon accueille 65 000 fichiers source (de 1500 éditeurs différents), 38 000 adaptations (de 81 organismes).

## Critiques du projet
Plusieurs critiques convergent néanmoins vers ce projet, surtout à propos de l’offre de la plateforme. Même si de plus en plus de maisons d’édition participent à son alimentation, les livres proposés proviennent essentiellement des rentrées littéraires, ce qui, au regard de toute la production littéraire annuelle, est très limité.